# Aviación del Noroeste
Aviación del Noroeste S.A de C.V era una aerolínea mexicana con sede en Hermosillo, México. Cerró operaciones en 1995 y actualmente está desaparecida.

## Historia
La aerolínea se estableció en 1988 con dos aviones turbohélice Fokker F27 Friendship, comenzando con vuelos a la isla de Cedros, México. En 1989, se agregaron rutas a Mazatlán, México. La aerolínea también recibió un Boeing 727-200 de Mexicana de Aviación para operar vuelos a Toluca y Ciudad de México, pero el avión nunca fue operado en servicio regular de pasajeros. En 1990, TAESA, una compañía aérea mexicana, adquirió la aerolínea y le suministró más propjets F27. En 1992, la aerolínea fue comprada por el Grupo Hermanos Abed (GHA), una empresa de inversión en aviación general. Grupo Hermanos Abed es también propietario del grupo Hoteles Aristos, una cadena hotelera con sede en la Ciudad de México y dirigida por Alberto Abed y su hermano, Asclepiodoto Abed. Alberto fue contratado para dirigir Aeroliteral, otra aerolínea mexicana, y TAESA, lo que permitió a la aerolínea obtener tres turbohélices regionales ATR 42. Ese mismo año, la aerolínea planeaba iniciar un nuevo servicio a la Ciudad de México operado con un Boeing 737-500 arrendado a TAESA. En febrero de 1994, los hermanos Abed se enfrentaron a disputas legales y, después de muchos procedimientos judiciales, Asclepiodoto retiró el 737 y un ATR 42 a Noroeste. Poco después, Asclepiodoto dejó GHA y se retiró a Buenos Aires, mientras Alberto continuaba dirigiendo la empresa. Luego, el 10 de febrero de 1994, Alberto murió en un accidente automovilístico en Toluca. Bajo la propiedad de TAESA, Noroeste logró seguir operando un año más después de su muerte. Finalmente, en 1995, TAESA detuvo la operación de la aerolínea y desde entonces no ha vuelto a operar.

## Destinos
Según el mapa de rutas de la aerolínea, en 1989 se prestaban servicios a los siguientes destinos en México y Estados Unidos y todos los vuelos se operaban con aviones turbohélice Fokker F27 Friendship:
 Estados Unidos
- Phoenix
- Tucson

 México
- Chihuahua
- Ciudad Juarez
- Ciudad Obregon
- Guaymas
- Hermosillo
- Mazatlan
- Mexicali
- Tijuana

## Flota
La flota de Aviación del Noroeste fue conformada por tres distintas aeronaves:
- ATR 42 (1992-1995)
- Boeing 737-500 (1992-1994)
- Fokker F27 (1988-1992)